# Andy Denzler

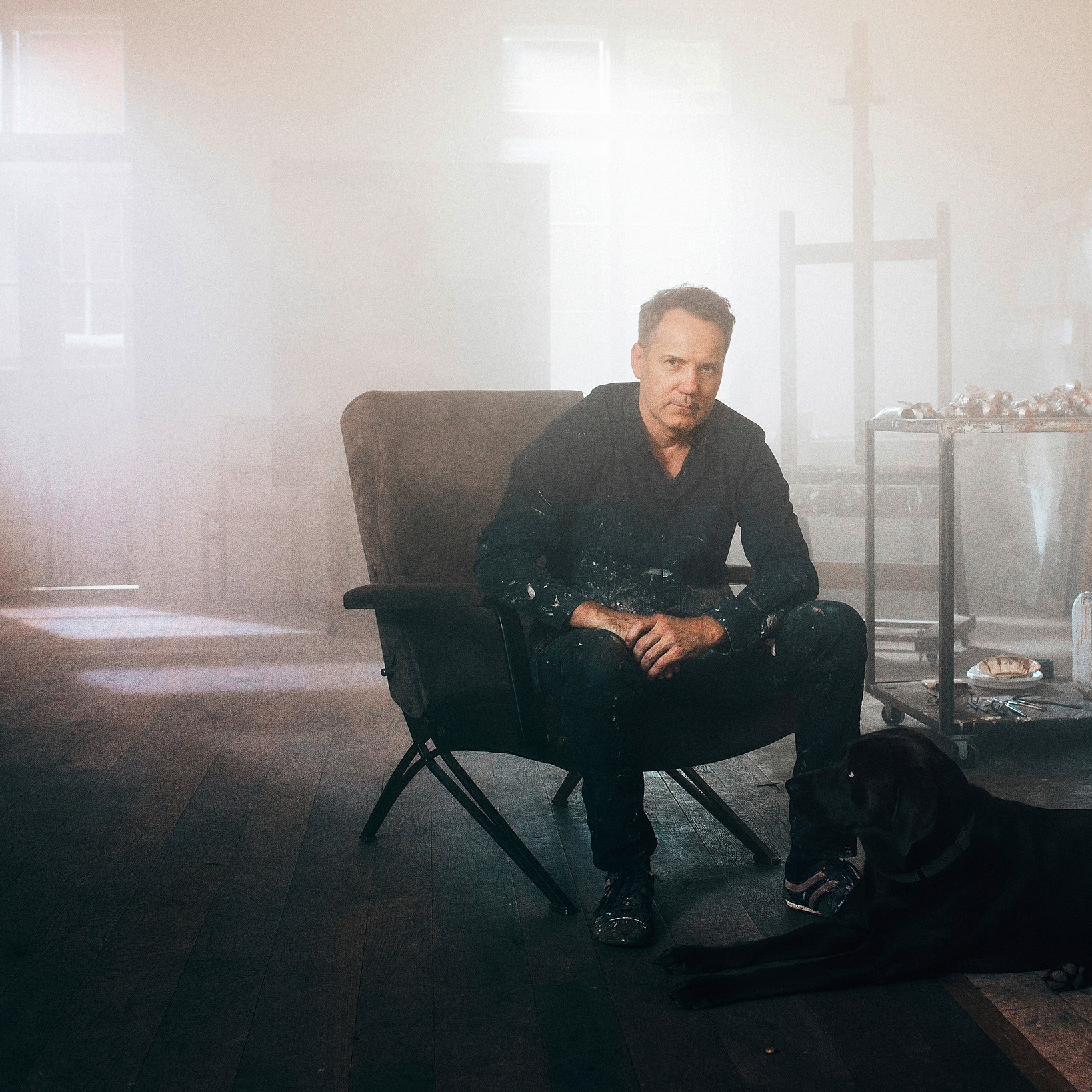
Der Künstler Andy Denzler im Atelier. Foto: Lukas Mäder

Andy Denzler (* 3. August 1965 in Zürich) ist ein Schweizer Künstler. Seine unverwechselbare Arbeitstechnik des Verziehens der frischgemalten Bildoberfläche prägt sein gesamtes Werk in Malerei, Druckgrafik, Skulptur und Zeichnung.

## Leben und Wirken

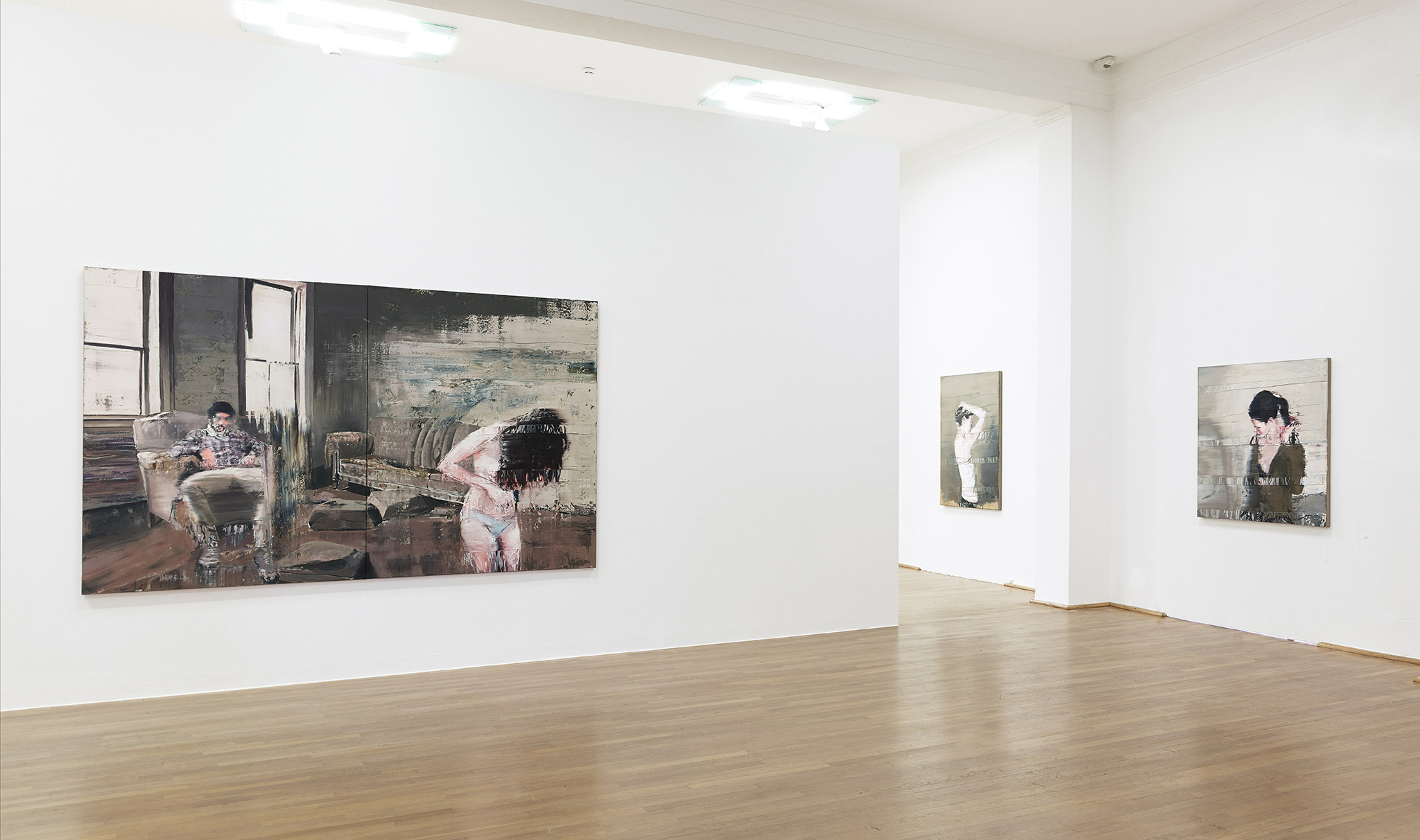
Ausstellungsansicht von Andy Denzlers Einzelausstellung im Ludwigmuseum Koblenz 2014

Andy Denzler studierte an der Kunstgewerbeschule und der F+F Schule für Kunst und Design in Zürich sowie an der University of California, Los Angeles und dem Art Center College of Design, Pasadena. 2006 schloss er mit dem Master of Fine Arts am Chelsea College of Art and Design in London ab. Andy Denzler lebt und arbeitet heute in Zürich.

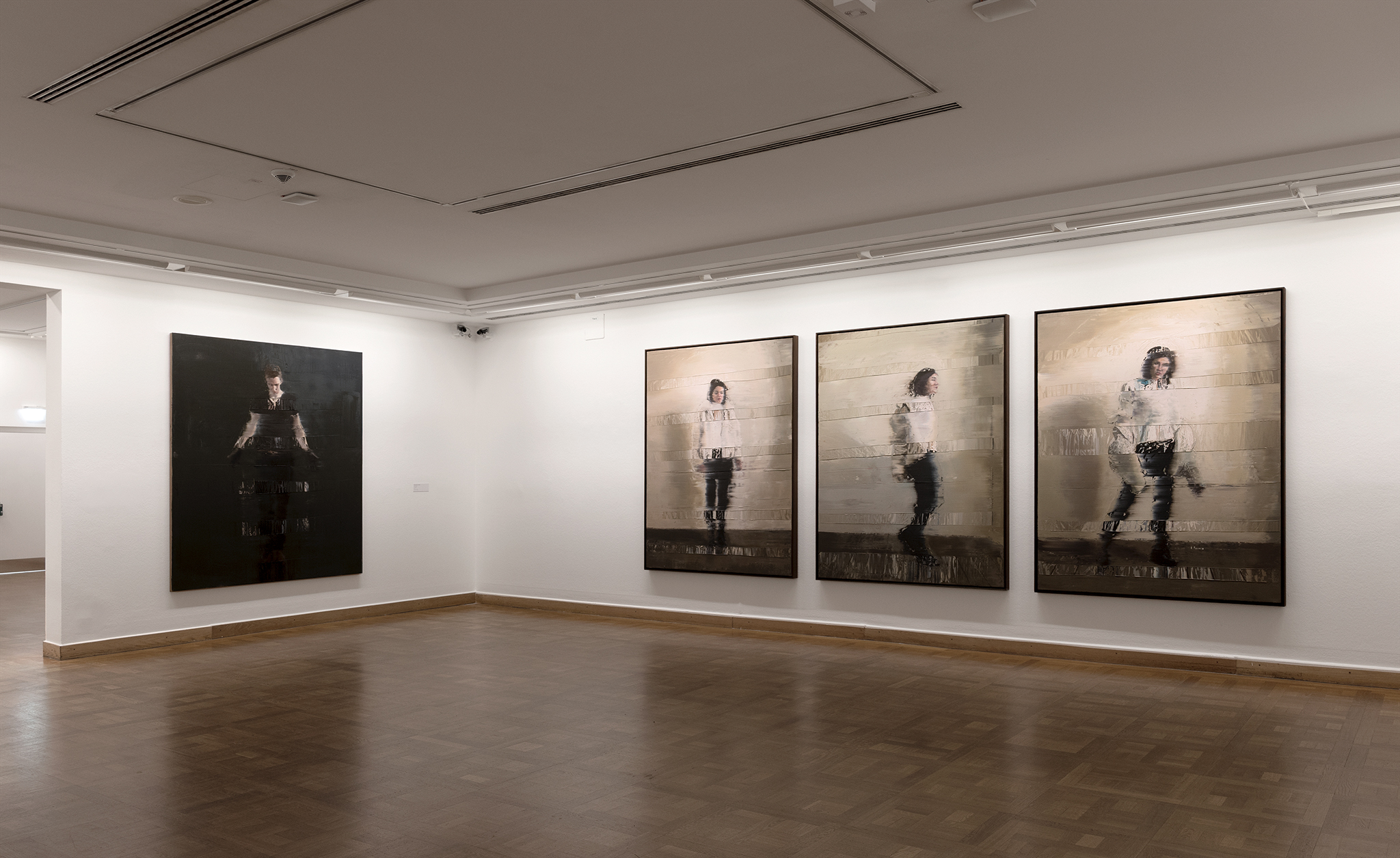
Ausstellungsansicht von Andy Denzlers Einzelausstellung im Kunstforum Wien 2018

In internationalen Galerien und Museen werden Denzlers Werke in Einzel- und Gruppenausstellungen in Europa, in Amerika, Asien und seit 2010 in Russland gezeigt. Seine Werke befinden sich u. a. im Denver Art Museum, dem Museum of Contemporary Art in Montreal, Canada, der David Roberts Art Foundation, London, dem Tel Aviv Museum of Modern Art, Israel, im Museum of Modern Art, Moskau, im Weißen Haus und im Hirshhorn Museum in Washington DC, im Museum Würth in Schwäbisch Hall, der Burger Collection Hongkong, der White Cube Collection in London, der Kunsthalle Rostock sowie im KunstWerk der Sammlung Alison & Peter W. Klein, Eberdingen/Stuttgart.
„Ich beschleunige und verlangsame die Farbe“ sagt der Maler über seine Methode. Durch die Schlieren der verwischten Bildoberfläche wirken Denzlers Gemälde, als sei die Zeit darauf zur Abstraktion geronnen. Andy Denzlers Werke bewegen sich zwischen Reduktion und gedehnter Wirklichkeit. Mit den klassischen Mitteln der Ölmalerei versucht der Künstler die Grenzen zwischen der fiktiven und der realen Welt auszuloten. Durch sein meist horizontales Rakeln oder Verwischen der Ölfarbe, die er zuvor in schwerem Impasto und in dicken Schichten auf die Leinwand aufträgt, erreicht er den Eindruck von Bewegungsunschärfe des Objekts oder die Impression einer verzerrten Videoaufnahme. Die Zeit gefriert. Es sind Momentaufnahmen des Geschehens, verschwommene, verzerrte Bewegungen, Freeze Frames, die sich stilistisch zwischen dem Fotorealismus und dem abstrakten Expressionismus bewegen. Oft spielt Denzler in seinen Gemälden auf andere Medien an. 

## Rezeption
Denzlers Werke sind Schnappschüsse von Begebenheiten, die in der Spanne von kurzen Momenten stattfinden. Sie sind in ihren Bewegungen verwischt und verzerrt, mit einem künstlich verschmierten Zeitraum, der in gefrorene Ewigkeiten verlängert ist wie die oszillierenden Bilder eines VHS-Bandes in Pausenstellung. (art-in.de, 23. November 2014)
Präzise gesetzt sind die Motive, entziehen sich aber durch die Kantenunschärfe einer genauen Lokalisierung. Accessoires (wie zum Beispiel Rucksäcke) definieren das Bildgeschehen als jetztzeitig. Das Hier und Jetzt wirkt jedoch nicht statisch, sondern als in "fleeting images" realisiert, in vorbeihuschenden Bildern, gerade als wollten die Protagonisten mit den Netzen des Staunens den flüchtigen Schmetterling des Lebens erhaschen (frei nach Glen Campbell).(Gerhard Charles Rump, Die WELT, 31. Juli 2010)
Andy Denzler setzt sich intensiv und interessiert mit dem Medium und den ideellen sowie darstellerischen Möglichkeiten der Malerei in der heutigen Zeit auseinander, womit er in der internationalen Kunstszene eine wichtige und eigenständige Position einnimmt und bei Sammlern auf grosses Interesse stösst. (Tagesanzeiger, 24. August 2008)

### Ausstellungen (Auswahl)
Biennalen
2016
- Not New Now, Marrakech Biennale 6, Marrakech
- Memory and Dream, 6th Beijing International Art Biennale, Beijing

Einzelausstellungen
2023 
- Spectral Paintings, Galerie Peter Kilchmann, Zurich
- The Drift, Opera Gallery, Geneva

2022 
- Between the Shadows, Opera Gallery, Singapore
- Paintings of Disruption II, Gallery Bisunjae, Seoul

2021 
- Anatomy of the Mind, Opera Gallery, London

2020 
- Fractured, Opera Gallery, Geneva
- A Moment of Reflection, Opera Gallery, online

2019 
- Paintings of Disruption, Opera Gallery, Seoul
- Introspection, Opera Gallery, New York

2018 
- Human Perspectives, Opera Gallery, Zürich
- The Dark Corner of the Human Mind, Kunstforum Wien
- The Painter’s Room, Opera Gallery, Paris

2017 
- Fragmented Identity, Opera Gallery, Monaco
- Fragmented Figures, schultz contemporary, Berlin

2016 
- Random Noise, Fabian & Claude Walter Galerie, Zürich
- Between Here and There, Opera Gallery, London

2015
- Breakfast with Velázquez, schultz contemporary, Berlin
- Just Another Day in Paradise, Brotkunsthalle, Wien
- Sequences, Opera Gallery, Genf
- Figures & Interiors, Ludwiggalerie Schloss Oberhausen

2014
- Distorted Moments, Ludwig Museum, Koblenz
- The Forgotten Palace, Budapest Art Factory, Budapest
- Under my Skin, Fabian & Claude Walter Galerie, Zürich
- Between the Fragments, Claire Oliver Gallery, New York

2013
- Empire INC., Kunsthalle Rostock
- Dissolution & Resolution, Kunstraum Osper, Köln

2012
- Interior/Exterior, Galerie Michael Schultz, Berlin
- The Sounds of Silence and Distortion, Claire Oliver Gallery, New York
- Shifting Landscapes, Kunsthalle Dresden
- Developing Landscapes, Gwangju Art Museum, Gwangju, Korea

2011
- Interiors, Fabian & Claude Walter Galerie, Zürich
- Freeze Frame, Michael Schultz Gallery, Seoul
- Dissonance and Contemplation, Claire Oliver Gallery, New York

2010
- The Human Nature Project, schultz contemporary, Berlin
- Distorted Fragements, Art + Art Gallery, Moskau

2009
- Motion Paintings, Galerie von Braunbehrens, München

2008
- Short Cuts, Fabian & Claude Walter Galerie, Zürich
- A Day at the Shore, Ruth Bachofner Gallery, Los Angeles

2007
- Blur Motion Paintings, Galerie von Braunbehrens, München
- Insomnia, Galeria Filomena Soares, Lissabon

2006
- Fusion Paintings, Ruth Bachofner Gallery, Los Angeles
- Moon Safari, Chelsea College, University of the Arts, London

2005
- American Paintings, Kashya Hildebrand, New York

2004
- Blur Motion Abstracts, Ruth Bachofner Gallery, Los Angeles

2002
- White Paintings, Ruth Bachofner Gallery, Los Angeles